# Eleição da cidade-sede dos Jogos Olímpicos de Verão de 2036
A eleição da cidade-sede dos Jogos Olímpicos de Verão de 2036 ocorrerá no futuro, quando o Comité Olímpico Internacional realizará uma sessão para escolher a sede para os Jogos Olímpicos e Jogos Paralímpicos de Verão de 2036.

## Processo de escolha
O novo processo de candidatura do Comité Olímpico Internacional (COI) foi aprovado na 134ª Sessão do COI, em 24 de junho de 2019 em Lausana, na Suíça. As principais propostas, orientadas pelas recomendações relevantes da Agenda Olímpica 2020, são:
- Estabelecer um diálogo permanente e contínuo para explorar e criar interesse entre cidades/regiões/países e Comitês Olímpicos Nacionais para qualquer evento Olímpico;
- Criar duas Comissões para a Futura Sede (Jogos de Verão e Jogos de Inverno) para supervisionar o interesse em futuros eventos olímpicos e informar a diretoria executiva do COI;
- Dar mais influência à Sessão do COI, fazendo com que membros não-executivos da diretoria façam parte das Comissões para a Futura Sede.

O COI também modificou a Carta Olímpica para aumentar sua flexibilidade, removendo a data de eleição de 7 anos antes dos jogos e mudando a sede de uma única cidade/região/país para várias cidades, regiões ou países.
A mudança no processo de candidatura foi criticada pelos membros da candidatura alemã como "incompreensível" e difícil de ser superada "em termos de falta de transparência".

### Comissão para a Futura Sede dos Jogos de Verão
A composição completa das comissões de verão, para supervisionar as sedes interessadas, ou com possíveis sedes, onde o COI pode querer criar interesse, é a seguinte:
| Membros do COI (6) | Outros membros (4) |
| --- | --- |
| - Kolinda Grabar-Kitarović (presidente) - Marisol Casado - Li Lingwei - Mikee Cojuangco-Jaworski - Luis Mejía Oviedo - Filomena Fortes | - Sarah Walker (Comissão dos Atletas do COI) - Francesco Ricci Bitti (ASOIF) - Paul Tergat (CON) - Andrew Parsons (CPI) |

### Fases de diálogo
De acordo com os termos de referência da Comissão para a Futura Sede, com regras de conduta, o novo sistema de candidatura do COI é dividido em dois estágios de diálogo:
- Diálogo contínuo: Discussões sem compromisso entre o COI e as Partes Interessadas (Cidade/Região/País/Outro interessado em sediar) sobre a realização de futuros eventos Olímpicos.
- Diálogo Direcionado: Discussões direcionadas com uma ou mais Partes Interessadas (chamadas de Sede(s) Preferida(s)), conforme instruções da Diretoria Executiva do COI.

## Candidaturas confirmadas
| Cidade | País      | Comitê Olímpico Nacional          |
| Nusantara | Indonésia | Comitê Olímpico Indonésio (KOI)   |
| --- | --------- | --------------------------------- |
| Em 1 de julho de 2021, o chefe do Comitê Olímpico Indonésio anunciou que a Indonésia se candidataria para sediar Jogos Olímpicos de Verão de 2036 depois de não ter conseguido garantir a edição de 2032, que foi concedida a Brisbane. O chefe do Comitê, Raja Sapta Oktohari, disse: "Não recuaremos e continuaremos a lutar pelos Jogos Olímpicos de 2036", prometendo uma preparação mais sólida. A Indonésia já havia sediado os Jogos Asiáticos de 2018 em Jacarta e Palimbão. Em 3 de agosto de 2022, o presidente Joko Widodo anunciou planos para realizar os Jogos Olímpicos de 2036 em Nusantara, a nova capital da Indonésia. Em novembro do mesmo ano, Jokowi reafirmou os esforços de seu país. Em 16 de novembro de 2022, ele confirmou que a candidatura seria feita com a nova capital Nusantara, que está em construção. Em 30 de março de 2024, o presidente do Comitê Olímpico da Indonésia, Raja Sapta Oktohari, declarou que o comitê ainda está dialogando com o COI e que uma delegação de observação visitaria os Jogos Olímpicos de Verão de 2024 em Paris, além de monitorar os preparativos do comitê organizador dos Jogos Olímpicos de Verão de 2028. |           |                                   |
| Istambul | Turquia   | Comitê Olímpico Turco (TNOC)      |
| Em 8 de junho de 2020, o vice-presidente do Comitê Olímpico Turco (TNOC), Hazan Arat, disse: "Istambul deve ser uma cidade candidata aos Jogos Olímpicos de Verão de 2032". O prefeito de Istambul, Ekrem İmamoğlu, também declarou: "Apresentamos nossa vontade e, em nome de Istambul e do povo turco, queremos realizar os Jogos Olímpicos e Paraolímpicos em Istambul". Em 14 de julho de 2021, foi lançada uma candidatura para sediar os jogos de 2036. Em 3 de abril de 2023, houve uma reunião entre o presidente Recep Tayyip Erdoğan, o secretário da Juventude e Esportes, Mehmet Kasapoğlu, e o presidente do COI, Thomas Bach, sobre a candidatura turca. Istambul sediará os Jogos Para-Juvenis Europeus de 2025, os Jogos Europeus de 2027 e pretende sediar o Para-Campeonato Europeu de 2027, como parte de uma candidatura de longo prazo para sediar os Jogos Olímpicos e Paralímpicos de 2036. Istambul não teve sucesso em sua candidatura para os Jogos Olímpicos de Verão de 2000, 2008 e 2020, que foram para Sydney, Pequim e Tóquio, respectivamente. |           |                                   |
| Desconhecido (provavelmente Amedabade) | Índia     | Associação Olímpica Indiana (IOA) |
| A Índia já havia manifestado interesse em sediar os Jogos Olímpicos de Verão de 2032, mas depois optou por concorrer para levar os Jogos Olímpicos de Verão de 2036 para uma cidade indiana. Em 2021, a Autoridade de Desenvolvimento Urbano de Ahmedabad (AUDA) contratou a PwC como consultora, que identificou 22 locais em Amedabade e Gandinagar com potencial para sediar os Jogos Olímpicos. Um grande complexo esportivo chamado Sardar Vallabhbhai Patel Sports Enclave (SVPSE) está sendo construído em Amedabade, que incluirá instalações poliesportivas. O Ministro do Interior, Amit Shah, declarou que o SVPSE será desenvolvido para atender aos padrões olímpicos. Em outubro de 2021, o presidente da Associação Olímpica Indiana, Narinder Batra, declarou que o Estádio Narendra Modi, em Ahmedabad, poderia ser o local da cerimônia de abertura dos jogos. Em agosto de 2023, Anurag Thakur, ministro dos esportes da Índia, apoiou Amedabade para ser a cidade-sede. A Índia também demonstrou interesse em concorrer aos Jogos Olímpicos de Verão da Juventude de 2030. Em outubro de 2023, na 141ª Sessão do COI, o primeiro-ministro Narendra Modi declarou formalmente o interesse da Índia em concorrer aos Jogos Olímpicos de 2036. Se a candidatura da Índia for aprovada, será a primeira vez que a Índia sediará os Jogos Olímpicos. A Divisão Missão Olímpica (MOC) da Autoridade Esportiva da Índia propôs a inclusão de alguns esportes nativos da Índia nos Jogos Olímpicos de 2036, incluindo ioga, kabaddi e kho-kho, bem como outros esportes populares na Índia, como xadrez, críquete T20 e squash (os dois últimos serão apresentados nos Jogos Olímpicos de Verão de 2028 em Los Angeles). Em janeiro de 2024, durante uma visita de Estado a Déli durante o Dia da República na Índia, o presidente francês Emmanuel Macron anunciou que seu país ofereceria apoio à candidatura da Índia, com um plano de cooperação franco-indiana para troca de conhecimentos de Paris, sede dos Jogos Olímpicos de Verão de 2024, para apoiar a organização da candidatura e, se premiada, dos jogos. |           |                                   |
| Santiago | Chile     | Comitê Olímpico do Chile (COCh)   |
| Durante os Jogos Pan-Americanos de 2023, o presidente do COI, Thomas Bach, sugeriu que o Comitê Olímpico do Chile considerasse a possibilidade de se candidatar aos Jogos Olímpicos no futuro, depois de elogiar a organização dos jogos. Após o encerramento dos Jogos, o presidente do comitê organizador, Harold Mayne-Nicholls, confirmou as intenções de avaliar uma possível candidatura para 2036. O Presidente Gabriel Boric apoiou a ideia, dizendo que, embora uma candidatura seja algo que deva ser estudado cuidadosamente, o Chile "tem o direito de sonhar mais alto". Além disso, vários membros da Câmara dos Deputados pediram ao Presidente Boric que tomasse medidas para registrar uma candidatura formal. Em maio de 2024, Harold Mayne-Nicholls disse que Santiago estava trabalhando ativamente para uma candidatura para sediar os Jogos Olímpicos de Verão de 2036. Ele disse que o Ministro dos Esportes do país, Jaime Pizarro, e o Comitê Olímpico do Chile estavam discutindo a viabilidade com o COI. Pizarro também destacou que a infraestrutura de Santiago estava "em excelentes condições. Temos um aeroporto de primeira classe. Como já sediamos jogos com um número de atletas semelhante ao dos Jogos Olímpicos, não vemos isso como um problema". Ele também apontou quaisquer obras necessárias, como a extensão do metrô de Santiago até o aeroporto internacional, a construção de alguns locais novos e suficientes, bem como a necessidade de aumentar a capacidade e as tecnologias dos locais existentes para atender às exigências do COI. Também foi discutida a ideia de eventos na Ilha de Páscoa e a preferência de realizar os jogos em outubro (o que marcaria a primeira Olimpíada desde 2000 a ser realizada fora da janela tradicional de verão) para evitar o inverno mais frio do Hemisfério Sul. Em junho de 2024, Boric confirmou, durante seu discurso anual sobre o Estado da Nação, que o Chile oferecerá uma candidatura para os Jogos Olímpicos de 2036 a serem realizados em Santiago, dando luz verde ao Ministério dos Esportes para iniciar o processo.        |           |                                   |